# Jenő Vincze
Jenő Vincze (Versec, 20 de novembro de 1908 - 1988)  foi um futebolista e treinador húngaro. 

## Carreira
Jenő Vincze fez parte do elenco da Seleção Húngara de Futebol das Copas do Mundo de 1934 e 1938. Ele fez três partidas e um gols em Copas, esteve presente na derrota para a Itália por 4-2 na final de 38.

## Ligações Externas
- Perfil em Fifa.com (em inglês)